# 흰갈매기

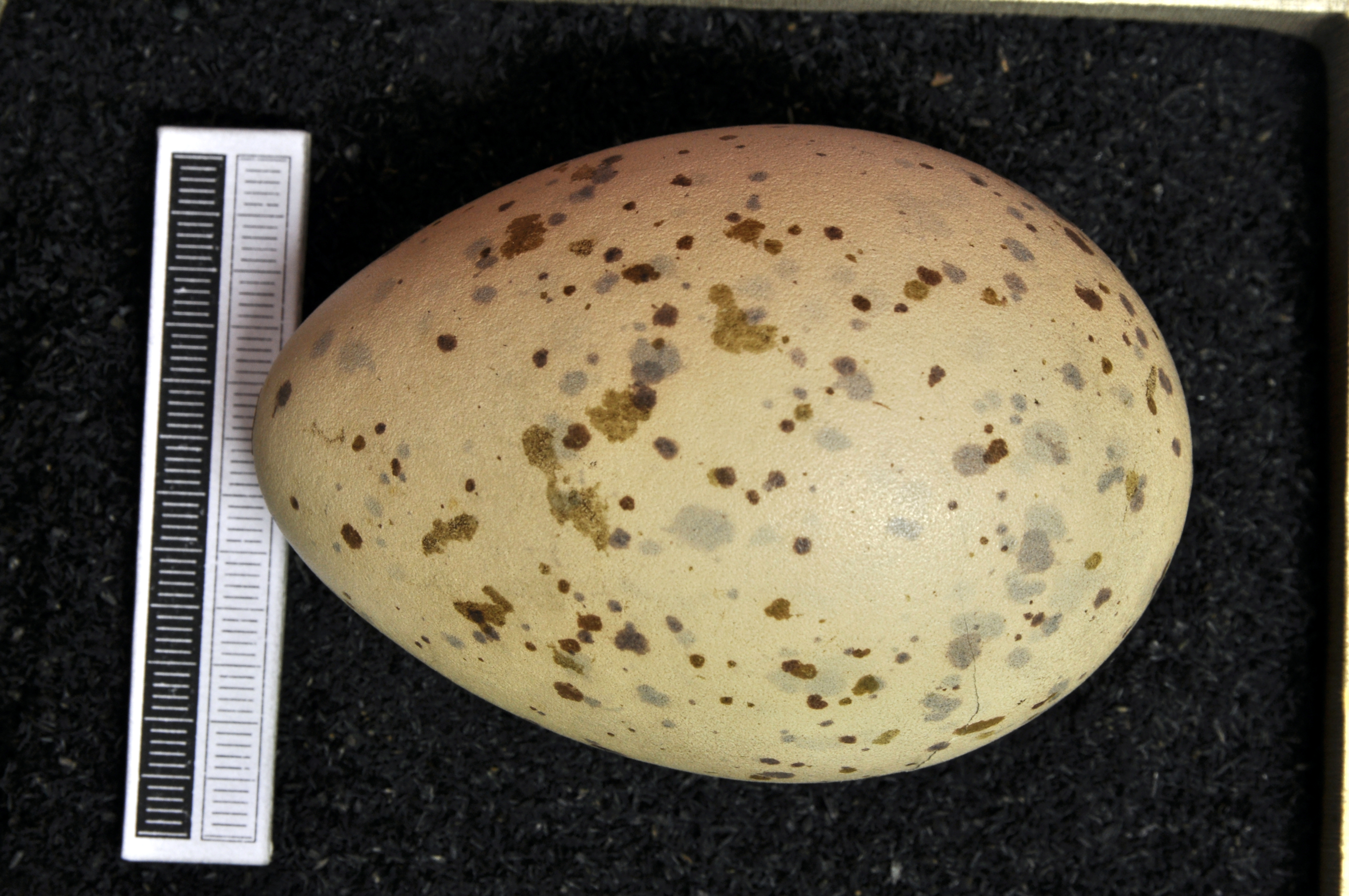
알

흰갈매기(glaucous gull, Larus hyperboreus)는 크기가 큰 갈매기이며 세계에서 두 번째로 크다. 북반구 북극 지역에서 알을 낳으며 겨울을 나기 위해 남쪽을 향해 전북구 해안으로 이주한다. 속명은 갈매기를 의미하는 라틴어 larus에서 비롯되었다. hyperboreus는 "북부"를 의미하는 라틴어이다.

## 설명
매우 크고 힘이 센 갈매기로, 날개나 꼬리에 검은 부분이 없고 매우 창백한 색을 띄며 모든 갈매기 종들 가운데 2번째로 크다. 성체는 윗쪽이 창백한 회색이며 부리는 두껍고 노랗다. 몸무게는 960~2700그램에 이르며 이전에 보고된 성별로 따지면 수컷의 경우 평균 1.5kg, 암컷의 경우 1.35kg에 이른다. 몸 길이는 55~77센티미터이고 날개 길이는 132~170센티미터이며 일부 종은 날개를 포함하여 182센티미터에 이르는 경우도 있다.

## 아종
4개의 아종이 식별된다.
- L. h. hyperboreus, Gunnerus, 1767: nominate, 북유럽에서 시베리아 북서부에 이르는 지역에 서식
- L. h. pallidissimus, Portenko, 1939: 시베리아 북서부에서 베링해에 이르는 지역에 서식
- 쇠흰갈매기 - L. h. barrovianus, Ridgway, 1886: 알래스카에서 북서 캐나다에 이르는 지역에 서식
- L. h. leuceretes, Schleep, 1819: 캐나다 중북부에서 그린란드와 아이슬란드에 이르는 지역에 서식